# 山口線「貴婦人号」SL殺人トリック
『山口線「貴婦人号」SL殺人トリック』（やまぐちせん「きふじんごう」SLさつじんトリック）は、1982年にテレビ朝日系「土曜ワイド劇場」で放送されたテレビドラマ。主演は柴俊夫。
1996年には、同枠で宅麻伸主演のリメイク版が放送された（後述）。
2003年には同原作で鉄道捜査官 津和野トンネル殺人が放送されている。
「貴婦人」とは、山口線で運行されている「SLやまぐち号」の先頭に立つ国鉄C57形蒸気機関車（JR西日本・梅小路運転区所属1号機）の事である。

## キャスト
- 矢田雄一（矢田建設の新社長候補） - 柴俊夫（幼少期：若松誠）
- 矢田道子（雄一の妹） - 佳那晃子（幼少期：持田美保）
- 沖玄二郎（矢田建設専務） - 高松英郎
- 阿東警察署刑事課長 - 青木義朗
- 阿東警察署刑事 - 久保明
- 小田切義弘（タクシー運転手） - 二瓶正也
- キク（道子の付き添い人） - 神田時枝
- 小田切の同僚 - 丸岡奨詞
- 雄一と道子の母 - 本庄和子
- 樹里庵の店員 - 宮川高美
- 矢田源吉（雄一の父・矢田建設社長） - 小沢栄太郎
- 佐藤（阿東警察署刑事） - 高岡健二
- 清水（阿東警察署部長刑事） - 坂上二郎
- 志村幸江、中野信子、宮川泰治、安田幸代、矢部忠政、木下浩之、安達範子、庄田美代子、上田美鶴

## スタッフ
- 原作 - 草野唯雄『山口線"貴婦人号"』
- 脚本 - 長野洋
- 監督 - 野村孝
- 音楽 - 小川よしあき
- プロデューサー - 野木小四郎、中間正成、塙淳一
- 制作 - テレビ朝日、大映テレビ

## リメイク版
『SL山口線貴婦人号トンネル殺人!?』（SLやまぐちせんきふじんごうトンネルさつじん!?）は、1996年にテレビ朝日系「土曜ワイド劇場」で放送されたテレビドラマ。主演は宅麻伸。

### キャスト（リメイク版）
- 佐藤毅（阿東警察署刑事） - 宅麻伸（幼少期：善家尚史）
- 多田雄一（多田建設社長・源吉の息子） - 永島敏行（幼少期：内田智之）
- 多田道子（雄一の妹） - 若林しほ（幼少期：安積玲奈）
- 沖玄二郎（多田建設専務） - 平泉成
- 沖弘美（玄二郎の婚約者） - 岡安由美子
- 小田切政人（タクシー運転手） - 及川以造
- 藤島（阿東警察署刑事） - 和田圭市
- 今井春子（列車の乗客） - 高田敏江
- 清水俊雄（阿東警察署刑事） - 不破万作
- 阿部（阿東警察署刑事課長） - 小野武彦
- 右田真佐子（ホテル「常盤」の女将） - 白石奈緒美
- 阿東警察署署長 - 浅沼晋平
- 駅員 - 加藤満
- 小田切の妻 - 曽川留三子
- 松本（タクシー会社事務員） - 今井あずさ
- 津和野の住民 - 大森照子
- 小田切の同僚 - 福島剛史
- 樹里庵の店員 - 宮川高美
- 多田源吉（雄一の父・多田建設前社長） - 長門裕之
- 宮川和也、宮川佳子、藤沢あゆみ、高橋基樹、宮川力

### スタッフ（リメイク版）
- 原作 - 草野唯雄『山口線"貴婦人号"』
- 脚本 - 仲倉重郎
- 監督 - 松島稔
- プロデューサー - 野木小四郎、千原博司、塙淳一
- 制作 - テレビ朝日、大映テレビ